# Voxpop
Ne doit pas être confondu avec Vox Pop.
VoxPop est un magazine musical français bimestriel fondé en 2007 par Jean-Vic Chapus, Samuel Kirszenbaum, Mathieu Zazzo, Benjamin Durand et Caroline Harleaux. 
Il est diffusé en kiosque au niveau national par les Messageries lyonnaises de presse (MLP).  
La rédaction en chef est assurée par Jean-Vic Chapus (rédacteur en chef), Samuel Kirszenbaum et Mathieu Zazzo (directeurs service photo) jusqu'en janvier 2013, date de l'arrêt de la publication. 
VoxPop est un magazine indépendant publié par la SARL Are You Loaded. 
Le magazine s'arrête avec son 29e et dernier numéro à la fin de l'année 2012.

## Liste des couvertures et des thèmes de chaque numéro
- VoxPop #00 : The Horrors
- VoxPop #01 : Tiny Masters of Today (Les années 00)
- VoxPop #02 : NTM (Le double)
- VoxPop #03 : Duffy (Made in UK)
- VoxPop #04 : Jack Lang (Musique & Politique)
- VoxPop #05 : Mareva Galanter (Pop Culture)
- VoxPop #06 : Late of the Pier (En ville)
- VoxPop #07 : Razorlight (Futurs)
- VoxPop #08 : Jay Reatard (Au cinéma)
- VoxPop #09 : The Rakes (Tous écrivains)
- VoxPop #10 : The Horrors (En images)
- VoxPop #11 : Regina Spektor (A cappella)
- VoxPop #12 : John Dunand (Teenage Culture)
- VoxPop #13 : Daniel Johnston (Antihéros)
- VoxPop #14 : Action Discrète (Anarchie en France)
- VoxPop #15 : M.I.A. (United Colors)
- VoxPop #16 : Bryan Ferry (Les seniors)
- VoxPop #17 : Brian Eno (Les Producteurs)
- VoxPop #18 : Anna Calvi (L'Amour)
- VoxPop #19 : James Blake (1981, 1991, 2001, 2011)
- VoxPop #20 : Yo La Tengo (Souriez, vous êtes indés)
- VoxPop #21 : The Horrors (Un été à l'ombre)
- VoxPop #22 : Noel Gallagher
- VoxPop #23 : David Lynch